# Моррисон, Джеймс (футболист)
Джеймс Кларк Мо́ррисон (англ. James Clark Morrison; 25 апреля 1986, Дарлингтон, Англия) — шотландский футболист английского происхождения, тренер.

## Клубная карьера
Моррисон является выпускником молодёжной академии клуба «Мидлсбро». Вместе с молодёжной командой «Боро» Джеймс завоевал Молодёжный кубок Англии. На протяжении всего турнира он прекрасно выступал за свой клуб, а в финальной встрече забил один из мячей в ворота «Астон Виллы».
Футболист подавал большие надежды на успешную карьеру в основной команде «Мидлсбро». Свою дебютную встречу за «речников» Моррисон провёл 3 января в матче на Кубок Англии против «Ноттс Каунти», выйдя на замену во втором тайме. Дебют Джеймса в Премьер-лиге состоялся спустя четыре месяца, в последнем туре чемпионата против «Портсмута». В той встрече он заменил Стюарта Даунинга, а его команда проиграла со счётом 5:1. Дебют на европейской арене состоялся 30 сентября 2004 года в матче на Кубок УЕФА против «Баника» из Остравы. В той встрече он отметился первым забитым мячом за свой клуб. 19 марта 2007 года футболист незаслуженно получил красную карточку в четвертьфинале Кубка Англии против «Манчестер Юнайтед» за фол против Криштиану Роналду. После поданной апелляции клубом «Мидлсбро» красная карточка была отменена.
7 августа 2007 года Джеймс подписал контракт с «Вест Бромвич Альбион» сроком на 4 года. Сумма трансферного соглашения между клубами составила 1,5 миллиона фунтов стерлингов. Данная сумма может возрасти на 700 000 фунтов, в зависимости от успехов футболиста в составе «дроздов». Также «Мидлсбро» получит 15 % от суммы, вырученной за последующую продажу футболиста. Джеймс дебютировал за «Вест Бромвич» в первом туре сезона 2007/08, выйдя на замену во втором тайме во встрече против «Бёрнли». Первый мяч за «дроздов» Моррисон забил 23 октября 2007 года, в ворота «Блэкпула». Болельщики «Вест Бромвича» признали этот гол лучшим в сезоне, а сам футболист назвал его лучшим в своей карьере. На протяжении следующих полутора лет футболист был одним из ключевых игроков на поле. 19 апреля 2009 года Джеймс получил серьёзную травму пятки в матче против «Манчестер Сити». Моррисон залечивал это повреждение на протяжении 10 месяцев и вернулся на поле 24 февраля 2010 года. В конце сезона 2009/10 «Вест Бромвич» получил право выступать в английской Премьер-Лиге, а сам футболист окончательно вернулся в основной состав команды.

## Карьера в сборной
Джеймс выступал во всех молодёжных сборных английской футбольной ассоциации. В июне 2007 года Моррисону вместе со Стивом Ховардом и Габриэлем Агбонлахором было предложено выступать за сборную Шотландии. Игроку было предложено выступать за «тартановую армию», поскольку его дедушка и бабушка были шотландцами. Позднее Джеймс признался, что на его выбор в пользу Шотландии повлиял тот факт, что пробиться в основу английской сборной было практически невозможно.
После получения разрешения от ФИФА в августе 2007 года игрок прибыл в расположение шотландской сборной. Однако из-за травмы, полученной в ходе тренировочного процесса, игрок не смог принять участия во встрече с Южной Африкой. В ноябре того же года Джеймс был вызван на матч с Ирландией, однако очередная травма не дала ему возможности принять участия в той встрече. Дебютировать за «тартановую армию» футболисту удалось 30 мая 2008 года в матче против сборной Чехии.

## Статистика

### Клубная статистика
| Клуб                            | Сезон                           | Чемпионат | Чемпионат | Кубок | Кубок | Кубок Лиги | Кубок Лиги | Кубок УЕФА | Кубок УЕФА | Итого | Итого |
| Клуб                            | Сезон                           | Игры      | Голы      | Игры  | Голы  | Игры       | Голы       | Игры       | Голы       | Игры  | Голы  |
| ------------------------------- | ------------------------------- | --------- | --------- | ----- | ----- | ---------- | ---------- | ---------- | ---------- | ----- | ----- |
| Мидлсбро                        | 2003/04                         | 1         | 0         | 1     | 0     | —          | —          | —          | —          | 2     | 0     |
| Мидлсбро                        | 2004/05                         | 13        | 0         | 2     | 0     | 2          | 1          | 5          | 3          | 22    | 4     |
| Мидлсбро                        | 2005/06                         | 24        | 1         | 3     | 1     | 1          | 0          | 9          | 0          | 37    | 2     |
| Мидлсбро                        | 2006/07                         | 28        | 2         | 7     | 0     | 1          | 0          | —          | —          | 36    | 2     |
| Всего за «Мидлсбро»             | Всего за «Мидлсбро»             | 66        | 3         | 13    | 1     | 4          | 1          | 14         | 3          | 97    | 8     |
| Вест Бромвич Альбион            | 2007/08                         | 35        | 4         | 6     | 2     | 2          | 0          | —          | —          | 43    | 6     |
| Вест Бромвич Альбион            | 2008/09                         | 30        | 3         | —     | —     | —          | —          | —          | —          | 30    | 3     |
| Вест Бромвич Альбион            | 2009/10                         | 11        | 1         | 1     | 0     | —          | —          | —          | —          | 12    | 1     |
| Вест Бромвич Альбион            | 2010/11                         | 25        | 4         | 1     | 0     | —          | —          | —          | —          | 26    | 4     |
| Всего за «Вест Бромвич Альбион» | Всего за «Вест Бромвич Альбион» | 101       | 12        | 8     | 2     | 2          | 0          | 0          | 0          | 111   | 14    |
| Всего за карьеру                | Всего за карьеру                | 167       | 15        | 21    | 3     | 6          | 1          | 14         | 3          | 208   | 22    |

(откорректировано по состоянию на 9 апреля 2011)

### Матчи и голы за сборную Шотландии
| Матчи и голы Моррисона за сборную Шотландии | Матчи и голы Моррисона за сборную Шотландии | Матчи и голы Моррисона за сборную Шотландии          | Матчи и голы Моррисона за сборную Шотландии | Матчи и голы Моррисона за сборную Шотландии | Матчи и голы Моррисона за сборную Шотландии | Матчи и голы Моррисона за сборную Шотландии       |
| №                                           | Дата                                        | Место                                                | Оппонент                                    | Счёт                                        | Голы Место                                  | Соревнование                                      |
| ------------------------------------------- | ------------------------------------------- | ---------------------------------------------------- | ------------------------------------------- | ------------------------------------------- | ------------------------------------------- | ------------------------------------------------- |
| 1                                           | 30 мая 2008                                 | «AXA Арена», Прага, Чехия                            | Чехия                                       | 1:3                                         | —                                           | Товарищеский матч                                 |
| 2                                           | 20 августа 2008                             | «Хэмпден Парк», Глазго, Шотландия                    | Северная Ирландия                           | 0:0                                         | —                                           | Товарищеский матч                                 |
| 3                                           | 11 октября 2008                             | «Хэмпден Парк», Глазго, Шотландия                    | Норвегия                                    | 0:0                                         | —                                           | Отборочный матч чемпионата мира по футболу 2010   |
| 4                                           | 28 марта 2009                               | «Амстердам АренА», Амстердам, Голландия              | Нидерланды                                  | 0:3                                         | —                                           | Отборочный матч чемпионата мира по футболу 2010   |
| 5                                           | 1 апреля 2009                               | «Хэмпден Парк», Глазго, Шотландия                    | Исландия                                    | 2:1                                         | —                                           | Отборочный матч чемпионата мира по футболу 2010   |
| 6                                           | 11 августа 2010                             | «Росунда», Стокгольм, Швеция                         | Швеция                                      | 0:3                                         | —                                           | Товарищеский матч                                 |
| 7                                           | 3 сентября 2010                             | Стадион имени С. Дарюса и С. Гиренаса, Каунас, Литва | Литва                                       | 0:0                                         | —                                           | Отборочный матч чемпионата Европы по футболу 2012 |
| 8                                           | 7 сентября 2010                             | «Хэмпден Парк», Глазго, Шотландия                    | Лихтенштейн                                 | 2:1                                         | —                                           | Отборочный матч чемпионата Европы по футболу 2012 |
| 9                                           | 8 октября 2010                              | «Синот Тип Арена», Прага, Чехия                      | Чехия                                       | 0:1                                         | —                                           | Отборочный матч чемпионата Европы по футболу 2012 |
| 10                                          | 12 октября 2010                             | «Хэмпден Парк», Глазго, Шотландия                    | Испания                                     | 2:3                                         | —                                           | Отборочный матч чемпионата Европы по футболу 2012 |
| 11                                          | 9 февраля 2011                              | «Авива», Дублин, Ирландия                            | Северная Ирландия                           | 3:0                                         | —                                           | Кубок наций 2011                                  |
| 12                                          | 27 марта 2011                               | «Эмирейтс», Лондон, Англия                           | Бразилия                                    | 0:2                                         | —                                           | Товарищеский матч                                 |

Итого: 10 матчей / 0 голов; 3 победы, 3 ничьих, 6 поражений.
(откорректировано по состоянию на 27 марта 2011)

### Сводная статистика игр/голов за сборную
| Сборная          | Год              | Отборочные матчи ЧМ | Отборочные матчи ЧМ | Финальные матчи ЧМ | Финальные матчи ЧМ | Отборочные матчи ЧЕ | Отборочные матчи ЧЕ | Финальные матчи ЧЕ | Финальные матчи ЧЕ | Кубок наций | Кубок наций | Товарищеские матчи | Товарищеские матчи | Итого | Итого |
| Сборная          | Год              | Игры                | Голы                | Игры               | Голы               | Игры                | Голы                | Игры               | Голы               | Игры        | Голы        | Игры               | Голы               | Игры  | Голы  |
| ---------------- | ---------------- | ------------------- | ------------------- | ------------------ | ------------------ | ------------------- | ------------------- | ------------------ | ------------------ | ----------- | ----------- | ------------------ | ------------------ | ----- | ----- |
| Шотландия        | 2008             | 1                   | 0                   | —                  | —                  | —                   | —                   | —                  | —                  | —           | —           | 2                  | 0                  | 3     | 0     |
| Шотландия        | 2009             | 2                   | 0                   | —                  | —                  | —                   | —                   | —                  | —                  | —           | —           | —                  | —                  | 2     | 0     |
| Шотландия        | 2010             | —                   | —                   | —                  | —                  | 4                   | 0                   | —                  | —                  | —           | —           | 1                  | 0                  | 5     | 0     |
| Шотландия        | 2011             | —                   | —                   | —                  | —                  | —                   | —                   | —                  | —                  | 1           | 0           | 1                  | 0                  | 2     | 0     |
| Всего за карьеру | Всего за карьеру | 3                   | 0                   | 0                  | 0                  | 4                   | 0                   | 0                  | 0                  | 1           | 0           | 4                  | 0                  | 12    | 0     |

(откорректировано по состоянию на 27 марта 2011)